# Jennie Widegren
Jennie Gabriella Widegren, född 7 juni 1973 i Västerås församling, Västmanlands län, är en svensk dansare, medlem i streetdancegruppen BouncE som bildades i slutet av 1997. 

## Biografi
Widegren är från början från Vagersta i Västerås kommun men är numera bosatt i Stockholm.  Hon har varit danslärare i Fame Factory, Floorfiller, So You Think You Can Dance: Scandinavia och med Bounce har hon gjort flera dansshower. Hon var även initiativtagare till dansgruppen Urban Angels.
- Rot, 1998
- Rot 2, 1999
- Asfalt, 1999
- Rotmos, 1999
- Freaky Flow, 2000
- BouncE The Show, 2001
- BouncE VS Petter, 2002
- The Score, 2003
- Bounce Live 2005
- Gökboet 2006
- Caution 2009
- The Last Bounce 2010

Widegren har även gjort boken Träna hemma på 10, 20 eller 30 minuter (2010) tillsammans med personliga tränaren, motivationscoachen, utbildaren och författaren Jari Ketola.

## Teater

### Koreografi
| År   | Produktion             | Upphovsmän                                 | Regi          | Teater       |
| ---- | ---------------------- | ------------------------------------------ | ------------- | ------------ |
| 2014 | Flashdance the musical | Tom Hedley och Robert Cary                 | Anders Albien | Chinateatern |
| 2021 | Saturday Night Fever   | Robert Stigwood Översättning Anders Albien | Anders Albien | Chinateatern |

## Utmärkelser
- H.M. Konungens medalj av guld i 8:e storleken i högblått band[5] (2025)

### Fotnoter
1. 1 2  Sveriges befolkning 2000, Sveriges Släktforskarförbund, 2020.[källa från Wikidata]
2. ↑  Sveriges befolkning
2000:
Widegren, Jennie Gabriella
(1973-06-07)
Försäkringskassan, uttag avseende 20001231 (2014)
3. ↑  ”Cast/Musiker”. Flashdance the musical. Arkiverad från originalet den 20 juni 2015. https://web.archive.org/web/20150620002757/http://www.flashdance-themusical.se/om-showen/castmusiker/. Läst 3 september 2015.
4. ↑  ”Saturday Night Fever”. Chinateatern. https://showtic.se/forestallningar/saturdaynightfever/ensemble/. Läst 14 september 2021.
5. ↑  ”Medaljförläningar 6 juni 2025”. Kungahuset. https://www.kungahuset.se/arkiv/pressmeddelanden/2025-06-06-medaljforlaningar-6-juni-2025. Läst 6 juni 2025.